# Balqash Qalasy
Balqash Qalasy är ett distrikt i Kazakstan.   Det ligger i oblystet Qaraghandy, i den centrala delen av landet, 600 km sydost om huvudstaden Astana.